# Annamaria Serturini
Annamaria Serturini (Alzano Lombardo; 13 de mayo de 1998) es una futbolista italiana. Juega como centrocampista en la Roma de la Serie A de Italia. Es internacional con la selección de Italia.

## Trayectoria
Serturini inició su carrera en la academia juvenil de Brescia, donde fue incluida en la formación que participó en el Campeonato Primavera.
Su actuación en las competencias juveniles convencieron a la entrenadora Milena Bertolini para incluirla en el equipo titular como reserva a partir de la temporada 2014-15, debutando en la Serie A, el 8 de noviembre de 2014, en el partido ganado por el Brescia ante el Pink Sport Time por 8-0. Aunque en su primera temporada en el equipo mayo Serturini solo juega dos partidos, levanta junto a sus compañeras la Copa de Italia.

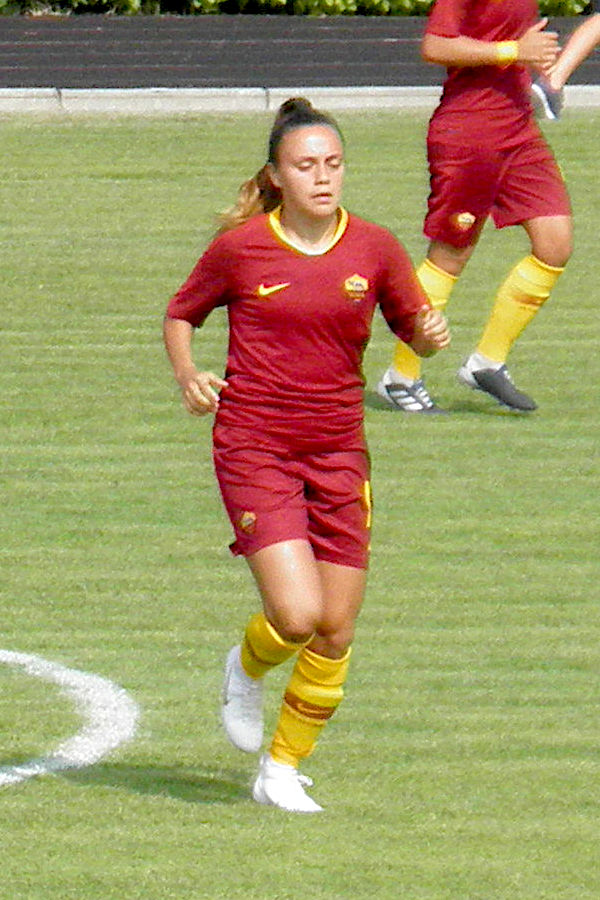
Serturini con la camiseta de la Roma en septiembre de 2018.

La centrocampista marca su primer gol, y primer doblete en la Serie A, el 18 de octubre de 2015, con motivo de la primera jornada del campeonato 2015-16, en el partido que ganó el Brescia ante Vittorio Veneto por 6-0. Durante el campeonato Serturini juega un total de 15 de 22 partidos, 11 desde el banquillo, y en los que también marca 4 goles. Tiene también la oportunidad de debutar en un partido internacional de clubes, durante la edición 2015-16 de la Liga de Campeones, en el cortejo del 11 de noviembre de 2015 que ve al Brescia ganar por la mínima la primera vuelta de los octavos de final contra el Fortuna Hjørring. Al final de la temporada, Serturini celebra su primer triplete: el campeonato de la Serie A, la Copa de Italia y la Supercopa.
La temporada 2016-17 es la última en el Brescia para la futbolista. Al final del campeonato totalizará 13 apariciones, de ellas 6 como titular, y marcará 3 tantos. Su último logro con el club fue el doblete de liga y Supercopa de Italia.
En verano de 2017 fichó por el Pink Sport Time, club del Bari que acaba ascender a la Serie A tras un año en la segunda división. Acumula 22 partidos durante la temporada regular más los dos play-offs que deben determinar la salvación del equipo. Durante el campeonato es, junto a Debora Novellino, la jugadora más empleada de la historia, 24 partidos de liga más 5 en la Copa Italia, y con 9 goles totales, 4 en liga y 5 en la Copa, comparte el puesto con Romina Pinna como máxima goleadora del equipo.
Ddurante el mercado de fichajes del verano de 2018, firma un acuerdo con la recién creada Roma, que se inscribe para el campeonato de la Serie A 2018-19. Al mando de la entrenadora Betty Bavagnoli, Serturini salta al campo ya desde la 1ª jornada, donde es autora del gol de penalti que a los 59 minutos acorta la distancia (2-1) con el Sassuolo, partido que terminaría 3-2 a favor del último.

## Selección nacional
Con la selección italiana sub-17 obtuvo el tercer lugar en el Campeonato de Europa de 2014 y el tercer lugar en el Mundial Sub-17 de 2014.
Corradini la convoca luego en la formación sub-19 con motivo de las eliminatorias para la edición 2016 del Campeonato Europeo Sub-19. Con la sub-19 debutó el 17 de septiembre de 2015 en el partido ganado 11-0 sobre Chipre, marcando el 9-0 parcial en el minuto 85.
Milena Bertolini, de cara a la preparación para el Mundial de Francia 2019, la convoca a la selección absoluta de Italia con motivo de un partido amistoso con Chile, donde salta a la cancha en los últimos minutos del partido ganado por la Azzurra 2 -1. Convocada para la Copa de Chipre 2019, jugó en el segundo partido del grupo ante Hungría, entrando al campo al inicio de la segunda mitad y marcando su primer gol con la selección a los diez minutos.

## Estadísticas

### Clubes
| Club            | País   | Año           |
| --------------- | ------ | ------------- |
| Brescia         | Italia | 2014-2017     |
| Pink Sport Time | Italia | 2017-2018     |
| Roma            | Italia | 2018-presente |

## Palmarés

### Títulos nacionales
| Título                       | Club    | País   | Año     |
| ---------------------------- | ------- | ------ | ------- |
| Copa Italia Femenina         | Brescia | Italia | 2014-15 |
| Supercopa femenina de Italia | Brescia | Italia | 2015    |
| Copa Italia Femenina         | Brescia | Italia | 2015-16 |
| Serie A                      | Brescia | Italia | 2015-16 |
| Supercopa femenina de Italia | Brescia | Italia | 2016    |
| Copa Italia Femenina         | Roma    | Italia | 2020-21 |

### Distinciones individuales
| Distinción                   | Año  |
| ---------------------------- | ---- |
| Equipo del Año de la Serie A | 2021 |